# Julie Harris (Amerikansk skuespiller)
Julia Ann "Julie" Harris (født 2. december 1925, død 24. august 2013) var en amerikansk teater-, tv- og filmskuespiller.
Hun modtog sin skuespilleruddannelse på Yale Drama School og Lee Strasbergs berømte teaterskole Actors Studio i New York. Hun debuterede på Broadway i 1945. Næsten med det samme bemærkede hun for sine sarte og sublime fortolkninger af komplicerede roller.
Filmdebut i 1952 i The Member of the Wedding. En af hendes vigtigste roller var som Abra i Øst for paradis fra 1955.
Hun modtog flere Tony- og Emmy-priser.

## Filmografi (udvalg)
- 1952 – The Member of the Wedding
- 1955 – Jomfru i fåreklæder
- 1955 – Øst for paradis
- 1963 – Spøgeriet på Hill House
- 1966 – Harper
- 1967 – Glimt i et gyldent øje
- 1976 – S/S St. Louis - Skibet som fik verden til at skamme sig
- 1988 – Gorillaer i disen
- 1992 – HouseSitter
- 1993 – Mørkets halvdel
- 1995 – Secrets (TV-film)
- 1999 – The First of May